# ولدت للسلام
نولدتي لشلوم (بالعبرية: נוֹלַדְתִּי לַשָּׁלוֹם)‎، وتعني "وُلدت من أجل السلام") هي أغنية كتبها ولحنها المغني وكاتب الأغاني الإسرائيلي عوزي حيطمان، وأدتها في الأصل الفرقة الإسرائيلية سكستا. صدرت الأغنية عام 1979، بعد ثلاثين عامًا من إعلان استقلال إسرائيل.

## الخلفية
كتب عوزي حيطمان الأغنية بمناسبة ولادة ابنه "إيدو"، خلال فترة المفاوضات التي سبقت توقيع معاهدة السلام المصرية الإسرائيلية عام 1979. تعبر كلمات الأغنية عن توق للسلام في وقت لم تكن فيه المعاهدة قد اكتملت بعد. غُنيت الأغنية للرئيس أنور السادات مع مقطع إضافي باللغة العربية خلال زيارته إلى بئر السبع في مايو 1979. كما تُرجمت الأغنية إلى العربية وأُرسلت إلى زوجة السادات، جيهان السادات.
بالرغم من أن أعضاء فرقة سكستا كانوا في البداية مترددين في أداء الأغنية – لشعورهم بأنها لا تتماشى مع أسلوبهم الموسيقي – إلا أنهم أدّوها في مهرجان الأغنية الإسرائيلية لعام 1979، حيث احتلت المركز الرابع.
سجل حيطمان أيضًا نسخته الخاصة من الأغنية في نفس العام ضمن ألبوم تجميعي بعنوان نولدتي لشلوم.
في التصنيف السنوي لأغاني العبرية على إذاعة ريشيت جيميل لعام 1979، احتلت الأغنية المركز التاسع، بينما حلت في المركز 22 على إذاعة الجيش الإسرائيلي.
في عام 1994، أدرج حيطمان نسخة جديدة من الأغنية في ألبومه عوزي حيطمان يغني، تضمنت مقطعًا إضافيًا باللغة العربية.

## تحليل الأغنية
يرمز الكورس المتكرر في الأغنية إلى العلاقة الرمزية بين ولادة ابن حيطمان وولادة السلام في تلك الأيام.
تبدأ الأغنية برسالة سلام موجهة إلى العالم أجمع – إلى كل الألحان، والشعوب، واللغات، وكل من ينشد السلام.
تشير المقطوعة الثانية إلى السياق التاريخي – ثلاثون عامًا من الانتظار من أجل السلام الذي لم يتحقق، مما جعل السلام يبدو كأنه حلم بعيد المنال
تشير المقطوعة الثالثة إلى حق الشعب اليهودي ("شعب عمره ألفا عام") في السيادة السياسية على قطعة أرض تخصه ("أرض وقطعة من السماء مخصصة له"). الآن، يبدو أن حلم الأمة بالعيش بسلام يوشك أن يتحقق ويشبه بزوغ فجر جديد ("ها هو النهار يشرق").

## روابط خارجية
- كلمات الأغنية
- الترجمة الإنجليزية لكلمات الأغنية
- الترجمة العربية لكلمات الأغنية
- الترجمة العبرية لكلمات الأغنية